# Gaudete (canto natalizio)

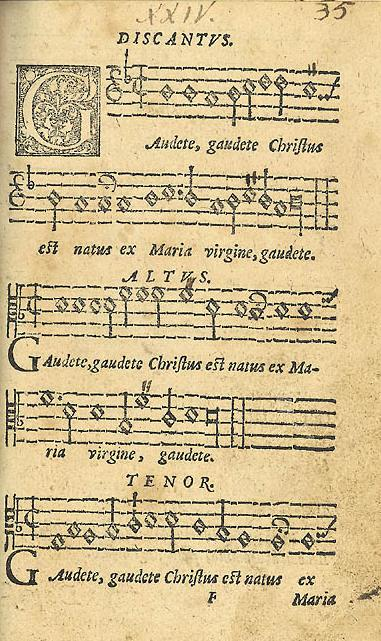
La prima pagina della versione originale

Gaudete ("rallegratevi" in latino ) è un canto natalizio sacro, che si pensa sia stato composto nel XVI secolo. Fu pubblicato in Piae Cantiones, una raccolta di canti sacri finlandesi/svedesi pubblicata nel 1582. Per i versi non viene fornita alcuna musica, ma la melodia standard proviene da libri liturgici più antichi.
Il testo latino è un tipico canto di lode medievale, che segue lo schema standard dell'epoca: una serie uniforme di strofe di quattro versi, ciascuna preceduta da un ritornello di due versi. I canti natalizi potevano riguardare qualsiasi argomento, ma in genere riguardavano la Vergine Maria, i santi o i temi natalizi.

## Testo
Il testo completo del canto, in incluso il ritornello nella prima casella.
| Latino                                                                         | Italiano                                                                                        |
| ------------------------------------------------------------------------------ | ----------------------------------------------------------------------------------------------- |
| Gaudete, gaudete! Christus est natus Ex Maria virgine, gaudete!                | Gioite! Gioite! Cristo è nato da Maria Virgine, gioite!                                         |
| Tempus adest gratiæ Hoc quod optabamus, Carmina lætitiæ Devote reddamus.       | È tempo di grazia Questo è ciò che speravamo; canti di letizia con devozione offriamo.          |
| Deus homo factus est Natura mirante, Mundus renovatus est A Christo regnante.  | Dio si è fatto uomo tra lo stupirsi della natura; il mondo è stato rinnovato da Cristo sovrano. |
| Ezechielis porta Clausa pertransitur, Unde lux est orta Salus invenitur.       | La porta chiusa di Ezechiele è attraversata, là dove è sorta la luce la salvezza si trova       |
| Ergo nostra contio Psallat iam in lustro; Benedicat Domino: Salus Regi nostro. | E dunque la nostra assemblea canti infine nel culto; benedica il Signore: lode al nostro Re.    |

- La partitura, testo e traduzione di Gaudete
- Wiki corale Collegamenti a spartiti per Gaudete
- Gaudete diretto da Tamara Brooks, USA
- Bandcamp - The Tide of Winter dei RUNA